# Damernas 100 meter fjärilsim vid världsmästerskapen i kortbanesimning 2022
Damernas 100 meter fjärilsim vid världsmästerskapen i kortbanesimning 2022 avgjordes den 17 och 18 december 2022 i Melbourne Sports and Aquatic Centre i Melbourne i Australien.
Guldet togs av kanadensiska Maggie Mac Neil efter ett lopp på 54,05 sekunder, vilket blev ett nytt världsrekord. Silvret togs av amerikanska Torri Huske och bronset av svenska Louise Hansson.

## Rekord
Inför tävlingens start fanns följande världs- och mästerskapsrekord:
|                   | Namn           | Nation  | Tid   | Ort                      | Datum           |
| ----------------- | -------------- | ------- | ----- | ------------------------ | --------------- |
| Världsrekord      | Kelsi Dahlia   | USA     | 54,59 | Eindhoven, Nederländerna | 3 december 2021 |
| Mästerskapsrekord | Sarah Sjöström | Sverige | 54,61 | Doha, Qatar              | 7 december 2014 |

Följande nya rekord noterades under mästerskapet:
| Datum       | Omgång | Namn            | Nationalitet | Tid   | Rekord     |
| ----------- | ------ | --------------- | ------------ | ----- | ---------- |
| 18 december | Final  | Maggie Mac Neil | Kanada       | 54,05 | 0VR0, 0MR0 |

## Resultat

### Försöksheat
Försöksheaten startade den 17 december klockan 12:05.
| Placering | Heat | Bana | Namn                  | Nationalitet                | Tid           | Noteringar    |
| --------- | ---- | ---- | --------------------- | --------------------------- | ------------- | ------------- |
| 1         | 3    | 4    | Louise Hansson        | Sverige                     | 55,74         | 0Q0           |
| 2         | 3    | 5    | Torri Huske           | USA                         | 56,01         | 0Q0           |
| 3         | 3    | 6    | Alexandria Perkins    | Australien                  | 56,46         | 0Q0           |
| 4         | 4    | 4    | Maggie Mac Neil       | Kanada                      | 56,53         | 0Q0           |
| 5         | 2    | 7    | Angelina Köhler       | Tyskland                    | 56,56         | 0Q0           |
| 6         | 2    | 6    | Maaike de Waard       | Nederländerna               | 56,67         | 0Q0           |
| 7         | 3    | 3    | Ai Soma               | Japan                       | 56,72         | 0Q0           |
| 8         | 4    | 7    | Katerine Savard       | Kanada                      | 56,86         | 0Q0           |
| 9         | 2    | 5    | Lana Pudar            | Bosnien och Hercegovina     | 56,89         | 0Q0           |
| 10        | 2    | 4    | Claire Curzan         | USA                         | 56,90         | 0Q0           |
| 11        | 3    | 7    | Helena Rosendahl Bach | Danmark                     | 57,15         | 0Q0           |
| 12        | 2    | 3    | Moe Tsuda             | Japan                       | 57,22         | 0Q0           |
| 13        | 2    | 1    | Kim Seo-yeong         | Sydkorea                    | 57,26         | 0Q0           |
| 14        | 4    | 6    | Giovanna Diamante     | Brasilien                   | 57,50         | 0Q0           |
| 15        | 4    | 2    | Helena Gasson         | Nya Zeeland                 | 57,51         | 0Q0           |
| 16        | 2    | 2    | Brittany Castelluzzo  | Australien                  | 57,85         | QSO           |
| 16        | 3    | 2    | Laura Lahtinen        | Finland                     | 57,85         | QSO           |
| 18        | 3    | 1    | Amina Kajtaz          | Kroatien                    | 57,88         | 0NR0          |
| 19        | 4    | 1    | Rebecca Meder         | Sydafrika                   | 58,04         |               |
| 20        | 3    | 8    | Sze Hang-yu           | Hongkong                    | 58,06         |               |
| 21        | 2    | 8    | Barbora Janíčková     | Tjeckien                    | 58,65         |               |
| 22        | 4    | 8    | Luana Alonso          | Paraguay                    | 58,93         |               |
| 23        | 1    | 6    | Zora Ripková          | Slovakien                   | 59,39         |               |
| 24        | 1    | 4    | Krystal Lara          | Dominikanska republiken     | 59,78         |               |
| 25        | 1    | 5    | Olivia Borg           | Samoa                       | 1.00,13       |               |
| 26        | 1    | 7    | Julimar Ávila         | Honduras                    | 1.01,43       | 0NR0          |
| 27        | 1    | 3    | Oumy Diop             | Senegal                     | 1.01,54       |               |
| 28        | 1    | 2    | Imara-Bella Thorpe    | Suspended Member Federation | 1.01,84       |               |
| 29        | 1    | 1    | Tara Naluwoza         | Uganda                      | 1.05,28       |               |
| 30        | 4    | 3    | Wang Yichun           | Kina                        | Startade inte | Startade inte |
| 30        | 4    | 5    | Zhang Yufei           | Kina                        | Startade inte | Startade inte |

#### Omsimning
Omsimningen startade den 17 december klockan 13:33.
| Placering | Bana | Namn                 | Nationalitet | Tid   | Noteringar |
| --------- | ---- | -------------------- | ------------ | ----- | ---------- |
| 1         | 5    | Laura Lahtinen       | Finland      | 56,88 | 0Q0, 0NR0  |
| 2         | 4    | Brittany Castelluzzo | Australien   | 57,76 |            |

### Semifinaler
Semifinalerna startade den 17 december klockan 21:07.
| Placering | Heat | Bana | Namn                  | Nationalitet            | Tid   | Noteringar |
| --------- | ---- | ---- | --------------------- | ----------------------- | ----- | ---------- |
| 1         | 1    | 4    | Torri Huske           | USA                     | 55,23 | 0Q0        |
| 2         | 2    | 4    | Louise Hansson        | Sverige                 | 55,78 | 0Q0        |
| 3         | 1    | 5    | Maggie Mac Neil       | Kanada                  | 55,83 | 0Q0        |
| 4         | 2    | 3    | Angelina Köhler       | Tyskland                | 56,23 | 0Q0, 0NR0  |
| 5         | 1    | 2    | Claire Curzan         | USA                     | 56,37 | 0Q0, WD    |
| 6         | 2    | 5    | Alexandria Perkins    | Australien              | 56,39 | 0Q0        |
| 7         | 1    | 3    | Maaike de Waard       | Nederländerna           | 56,40 | 0Q0        |
| 8         | 1    | 6    | Katerine Savard       | Kanada                  | 56,44 | 0Q0        |
| 9         | 2    | 6    | Ai Soma               | Japan                   | 56,51 | 0Q0        |
| 10        | 2    | 2    | Lana Pudar            | Bosnien och Hercegovina | 56,71 |            |
| 11        | 2    | 1    | Kim Seo-yeong         | Sydkorea                | 57,07 |            |
| 12        | 1    | 2    | Giovanna Diamante     | Brasilien               | 57,13 |            |
| 13        | 2    | 7    | Helena Rosendahl Bach | Danmark                 | 57,21 |            |
| 14        | 2    | 8    | Helena Gasson         | Nya Zeeland             | 57,23 |            |
| 15        | 1    | 7    | Moe Tsuda             | Japan                   | 57,25 |            |
| 16        | 1    | 8    | Laura Lahtinen        | Finland                 | 58,09 |            |

### Final
Finalen startade den 18 december klockan 19:35.
| Placering | Bana | Namn               | Nationalitet  | Tid   | Noteringar |
| --------- | ---- | ------------------ | ------------- | ----- | ---------- |
| 1         | 3    | Maggie Mac Neil    | Kanada        | 54,05 | 0VR0       |
| 2         | 4    | Torri Huske        | USA           | 54,75 |            |
| 3         | 5    | Louise Hansson     | Sverige       | 54,87 |            |
| 4         | 6    | Angelina Köhler    | Tyskland      | 56,20 | 0NR0       |
| 5         | 8    | Ai Soma            | Japan         | 56,27 |            |
| 6         | 2    | Alexandria Perkins | Australien    | 56,34 |            |
| 7         | 7    | Maaike de Waard    | Nederländerna | 56,52 |            |
| 8         | 1    | Katerine Savard    | Kanada        | 56,87 |            |